# 홍천 진리 석불
홍천 진리 석불(洪川 津里 石佛)은 대한민국 강원특별자치도 홍천군 홍천읍 진리에 있는 고려시대의 석불이다. 1984년 6월 2일 강원특별자치도의 문화재자료 제14호로 지정되었다.

## 개요
강원특별자치도 홍천군 홍천읍 진리의 도로변에 있는 불상으로 전해 내려오는 유래나 전설이 없다. 목 위로 머리 부분이 떨어져 나간 것을 뒤에 마을 사람들이 보완하였다.
높이 2.28m, 어깨 너비 0.8m이며 손모양은 오른손을 가슴에 대고 왼손은 배에 붙이고 있는 모습이다. 양 어깨를 감싸고 있는 옷은 좌우대칭을 이루고 있는데, 몸 전체를 가리고 발등만 노출시켰다.

## 참고 자료
- 홍천진리석불 - 국가유산청 국가유산포털